# Kruma
Kruma este un oraș din Albania.